# Starships
Starships è un brano della rapper trinidadiana Nicki Minaj, pubblicato come primo singolo del suo secondo album in studio, Pink Friday: Roman Reloaded. Il singolo è stato trasmesso in anteprima dal programma radiofonico On Air with Ryan Seacrest il 14 febbraio 2012 ed è stato pubblicato sulle piattaforme digitali lo stesso giorno. Starships è prodotta da RedOne, Carl Falk e Rami Yacoub.

## Video musicale
Il video di Starships è stato girato alle Hawaii, sotto la regia di Anthony Mandler. Le riprese sono iniziate il 13 marzo e terminate il 15 marzo 2012. In un'intervista con Capital FM, la Minaj lo ha definito "molto, molto provocante" e il suo "miglior video sino ad ora". L'anteprima del video è avvenuta il 26 aprile 2012 su MTV.
Il video comincia con delle inquadrature di una astronave (in inglese starship) che si aggira attorno ad un'isola, prima di atterrare, la navicella, perlustra la zona scopre diverse tribù impegnate in danze mistiche. Poco dopo, l'astronave, proietta una luce sul mare e, lentamente, compare Nicki Minaj, con indosso un bikini rosa e i capelli verdi, che inizia a cantare muovendosi e ballando sulla sabbia. A questo punto i locali dell'isola reggono la pop-star su di un trono e la portano nella giungla, dove la adorano e la venerano come una dea e le propongono una sfilata. In questa scena, la rapper indossa un bikini rosa molto sbiadito e una cintura con uno strascico in tulle, e porta i capelli azzurri, a caschetto. Seguono delle scene in cui la cantante canta sulla scogliera, indossando sempre la cintura di tulle. La cantante si mette poi a ballare indossando un body rosa, con dei particolari bianchi e neri, mentre degli isolani la raggiungono correndo. La scena si svolge in una distesa erbosa, e si può notare un cubo da discoteca alle spalle della cantante. La vicenda si sposta verso l'alto del vulcano, di notte, quando Nicki, ed alcuni degli abitanti locali, si mettono a ballare attorno al cubo. Nella scena finale, Nicki Minaj indossa un bikini bianco con delle frange, ed e sporca di vernice dalle gambe fino ai capelli biondi, quando inizia a far festa con gli isolani. Tutto finisce con la cantante che canta l'ultima strofa guardando dritta in camera.

## Successo commerciale
Il singolo è entrato alla settima posizione della classifica digitale statunitense vendendo 204 000 copie nella sua prima settimana. La settimana successiva il singolo ha mantenuto la posizione della Digital Songs vendendo altre 155 000 copie, un calo del 24% rispetto alla settimana precedente; ha finora raggiunto la quinta posizione. Ha debuttato alla posizione 14 in Australia, per poi raggiungere la posizione numero 2. Il singolo è entrato nelle Top 10 di Canada, Francia (dove ha venduto complessivamente oltre 103 000 copie), Irlanda, Norvegia e Nuova Zelanda. È inoltre il primo singolo da solista di Nicki Minaj ad entrare nella classifica italiana, nella quale ha debuttato alla posizione 78, per poi avere il suo peak alla 36.
Il singolo ha venduto negli Stati Uniti durante il 2012 oltre 3 898 000 copie, risultando così il quinto singolo più venduto dell'anno. La canzone ha segnato un record nella classifica statunitense, perché è rimasta in top ten per 21 settimane, battendo il precedente record di 20 settimane che era detenuto da I Gotta Feeling dei The Black Eyed Peas.
Alla fine dell'anno risulta essere la quinta canzone più venduta in Regno Unito e vanta ben più di 850 000 copie vendute.
Il singolo ha venduto oltre 7,2 milioni di copie durante il 2012, risultando così il settimo più venduto di quell'anno e uno dei più venduti di sempre.

## Esibizioni dal vivo
Nicki ha cantato Starships live all'NBA 2012 All-Star Game il 26 febbraio 2012, insieme a Moment 4 Life, Turn Me On e Super Bass. Ha cantato il singolo in televisione durante una puntata di American Idol il 29 marzo 2012, e del talk show Today Show il 6 aprile 2012. Il 9 aprile ha cantato Starships in Times Square a New York durante il lancio del cellulare Nokia Lumia 9000.
Starships è poi uno dei pezzi-chiave del Pink Friday Tour del 2012, quando Nicki cantava il brano indossando un abito di tulle bianco, simile al vestito di Madonna per la copertina di Like a Virgin, e intanto sparava della nebbia tramite una cinepresa colorata sulla quale compare la scritta Minaj.

## Utilizzo nei media
Il brano è stato inserito anche nel videogioco della Ubisoft Just Dance 2014, ed è uno dei tre brani per cui è possibile sbloccare una modalità unica per quella canzone.

## Tracce
Download digitale
1. Starships – 3.30

CD in Germania e Regno Unito
1. Starships – 3.30
2. Stupid Hoe – 3.16

## Classifiche

### Classifiche settimanali
| Classifica (2012-25) | Posizione massima |
| -------------------- | ----------------- |
| Australia            | 2                 |
| Austria              | 26                |
| Belgio (Fiandre)     | 6                 |
| Belgio (Vallonia)    | 7                 |
| Brasile              | 7                 |
| Canada               | 4                 |
| Colombia             | 11                |
| Corea del Sud        | 28                |
| Danimarca            | 5                 |
| Estonia              | 12                |
| Finlandia            | 3                 |
| Francia              | 5                 |
| Germania             | 17                |
| Giamaica             | 4                 |
| Honduras             | 1                 |
| Giappone             | 4                 |
| Irlanda              | 2                 |
| Italia               | 35                |
| Islanda              | 22                |
| Lussemburgo          | 10                |
| Messico              | 31                |
| Norvegia             | 4                 |
| Nuova Zelanda        | 2                 |
| Paesi Bassi          | 4                 |
| Regno Unito          | 2                 |
| Repubblica Ceca      | 24                |
| Scozia               | 1                 |
| Slovacchia           | 9                 |
| Spagna               | 7                 |
| Stati Uniti          | 5                 |
| Svezia               | 3                 |
| Svizzera             | 5                 |
| Ungheria             | 9                 |

### Classifiche di fine anno
| Classifica (2012) | Posizione |
| ----------------- | --------- |
| Australia         | 6         |
| Belgio (Fiandre)  | 17        |
| Belgio (Vallonia) | 22        |
| Canada            | 9         |
| Danimarca         | 26        |
| Francia           | 24        |
| Germania          | 78        |
| Giappone          | 37        |
| Nuova Zelanda     | 4         |
| Paesi Bassi       | 25        |
| Regno Unito       | 7         |
| Stati Uniti       | 9         |
| Svezia            | 15        |
| Svizzera          | 28        |